# Колесников Іван Сергійович (актор)
Іван Сергійович Колесников (нар. 18 березня 1983, Москва) — російський актор театру і кіно.

## Біографія
Син актора Сергія Колесникова.
Закінчив Вище театральне училище імені М. С. Щепкіна (курс В. І. Коршунова) у 2004 році.
Був зайнятий у спектаклях Художнього театру «Борис Годунов», «Дорогі мої, хороші», «Плач в пригорошню». Роль Петкутіна у виставі «Вічність і ще один день» — його перша головна роль.
Актор театру Моссовєта.
У 1990-ті роки знімався в кіножурналі «Єралаш».

## Театральні роботи

### МХТ імені А. П. Чехова
- «Вічність і ще один день» — Петкутін
- «Ундина»
- «Борис Годунов»
- «Дорогі мої, хороші»
- «Плач в пригорошню»

## Особисте життя
З 2002 року одружений з художницею по костюмах Ліною Раманаускайте. У пари троє дітей — дочки Євдокія (2006), Віра (2013) та Лізавета (6 жовтня 2018)

## Фільмографія
- 1997 — День повного місяця
- 1998 — Чехов і Ко — син буфетника
- 2003 — Сищики 2 — Яртур
- 2005 — Горинич і Вікторія — Тат
- 2005 — Не забувай — Ілля Борисов
- 2005 — Студенти — Макс (Тихон Максимов)
- 2005 — Біла гвардія — Галаньба
- 2006 — Мечоносець — Сергій
- 2006 — Студенти 2 — Макс (Тихон Максимов)
- 2006 — Охоронець — Єгор
- 2007 — Жіночі історії — Едуард
- 2007 — Затемнення — Арсеній Савицький
- 2007 — Особисте життя доктора Селіванової — Руслан
- 2008—2009 — Легенди зачарованого кохання — Кіт
- 2009 — Пропоновані обставини — Сергій
- 2009 — Зробити гейнер — Іван
- 2010 — Сищик Самоваров — Саша
- 2010 — Інститут шляхетних дівчат (1-й сезон) — князь Андрій (Андре) Петрович Хованський, зведений брат Софії Горчакової (Воронцової)
- 2010 — Маруся — Любош
- 2010 — Маруся. Повернення — Любош
- 2010 — Стріляючі гори — Мілінкевич, старший лейтенант
- 2010 — Сищик Самоваров — Саша, помічник Зарічного
- 2011 — Термінал — продавець дисків
- 2013 — Поцілунок! — Дмитро Ворошилов
- 2013 — П'ятий поверх без ліфта — Борис Семич
- 2013 — Три зірки — Слава Белянкин
- 2014 — Шість соток щастя — Максим
- 2015 — Кінець прекрасної епохи — Андрій Лентулов, молодий журналіст і письменник, співробітник газети «Радянська Естонія»
- 2015 — Щоб побачити веселку, треба пережити дощ — Антон Забєлін («Піаніст»), злодій-«ведмежатник»
- 2016 — 40+, або Геометрія почуттів — Євген
- 2016 — Обіцянка — Валентин Молодцов, футболіст
- 2016 — Софія — Юрій Васильович, удільний князь Дмитровський, молодший брат Івана III Васильовича
- 2016 — Небезпечні канікули — оперативник КДБ
- 2017 — Анна Кареніна — Степан Аркадійович («Стіва») Облонський, брат Анни Аркадіївни Кареніної[3]
- 2017 — Рух вгору — Олександр Бєлов, радянський баскетболіст, гравець збірної СРСР (№ 14)
- 2017 — Спокуса — Женя Ханжонков
- 2017 — Спокуса 2 — Женя Ханжонков
- 2017 — Крила імперії — Костянтин Кірсанов-Двинський, брат Сергія
- 2017 — Срібний бор — Олег
- 2019 — Годунов — Ілейка, товмач
- 2019 — Зірки і лисиці — Микола Галицький (Нік)
- 2019 — Не чекали — Єгор Барінов
- 2019 — Зовсім чужі — Юра
- 2019 — Тобол — Семен Ремезов-молодший
- 2019 — Союз порятунку — Микола I, Імператор Всеросійський
- 2019 — Яскраві барви осені — Борис Євгенович Авдєєв, кризовий менеджер, батько Насті, коханий Маргарити Журавльової
- 2020 — Ні кроку назад-2 — Колос
- 2020 — Аліса — Женя
- 2020 — Любов без розміру — Ілля, лікар в санаторії
- 2020 — Перший відділ — полковник Юрій Брагін
- 2020 — Скажи щось хороше — лікар Георгій Клімов
- 2021 — Матрьошка — Джим Уїллер
- 2021 — Російські гірки — Марк Шварц

## Нагороди
- 2016 — Премія «Ніка» в номінації «Відкриття року» — за роль Андрія Лентулова у фільмі «Кінець прекрасної епохи»